# Красотін Микола Аркадійович
Мико́ла Арка́дійович Красо́тін (19 грудня 1927, Дніпропетровськ — 22 вересня 1989, Київ) — український радянський скульптор. Член Спілки художників України (1960).

## Біографія
Микола Аркадійович Красотін народився 19 грудня 1927 у місті Дніпропетровську (нині — Дніпро). У 1957 році закінчив Київський художній інститут, де його викладачами були Михайло Лисенко, М. Макогон та Олексій Олійник. За час своєї творчої кар'єри був учасником багатьох республіканських та всесоюзних мистецьких виставок.

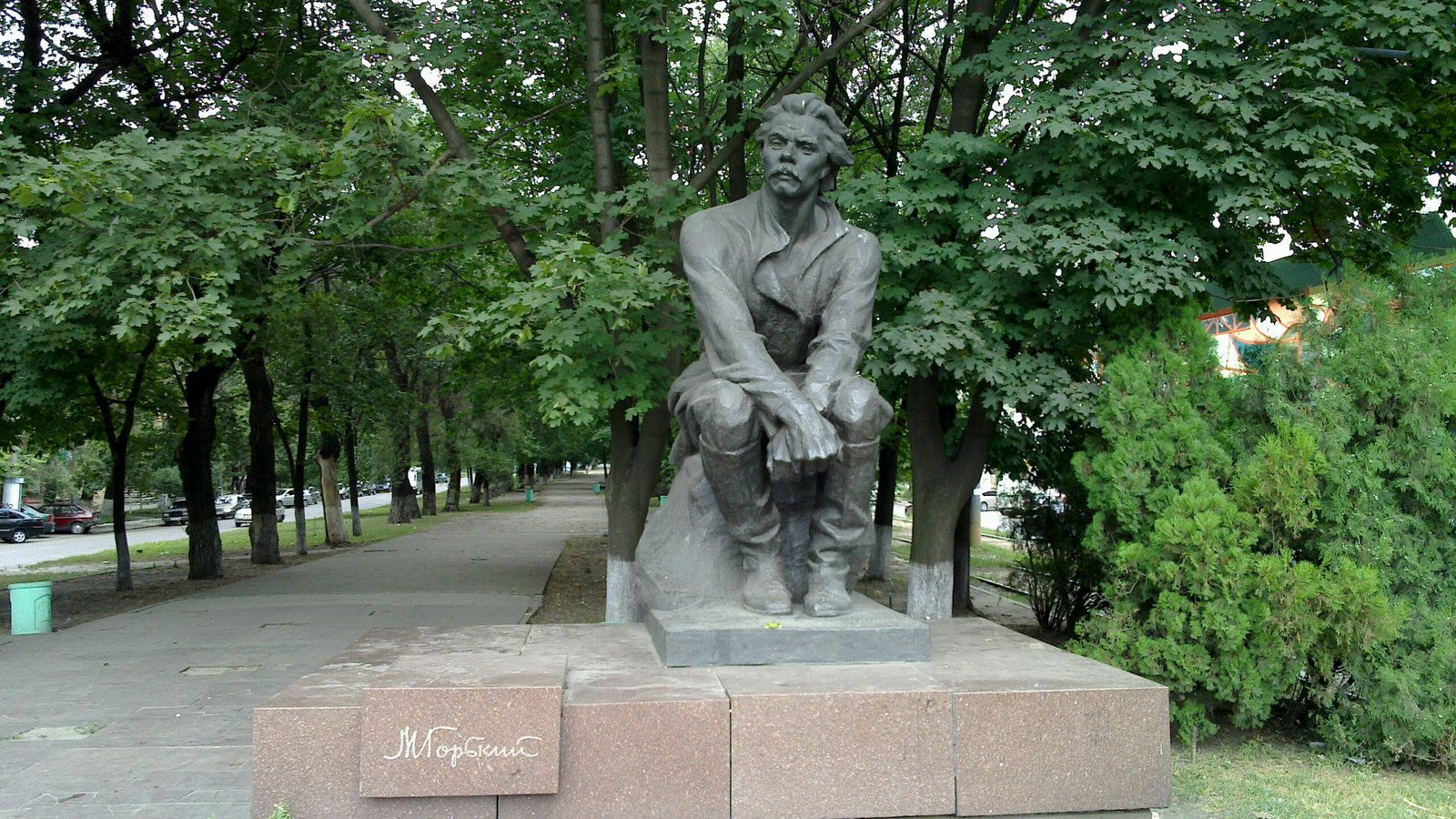
Пам'ятник М. Горькому у Дніпрі.

Працював у галузі станкової та монументальної скульптури. Автор пам'ятників, станкових композицій, портретів. 
Окремі роботи Миколи Красотіна зберігаються у Національному історико-етнографічного заповіднику «Переяслав» (Київська обл.) та Мануйлівському літературно-меморіальному музеї М. Горького (с. Верхня Мануйлівка, Козельщинський р-он, Полтавська обл.).

## Особисте життя
Син Миколи Красотіна — український скульптор Андрій Миколайович Красотін (1958—1999).

## Твори
Станкові скульптури
- «М. Горький» (1959)

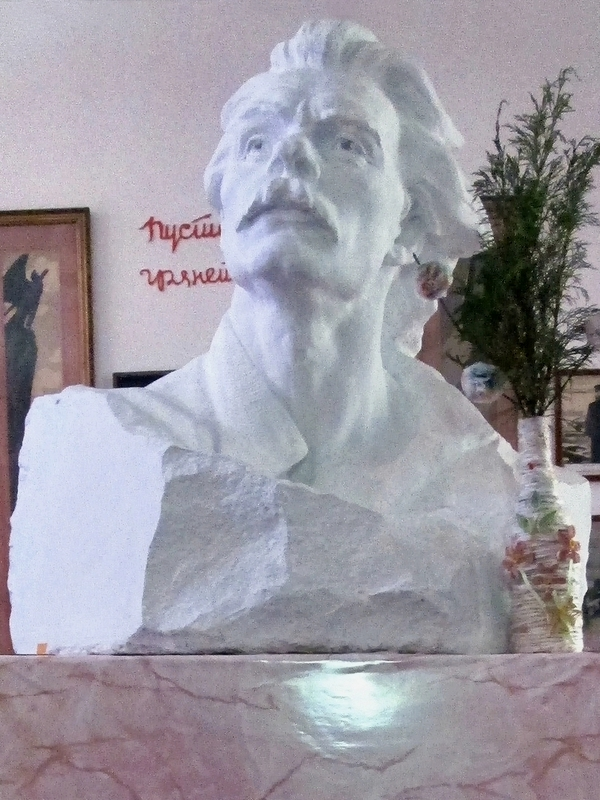
Максим Горький. Мануйлівський-літературно-меморіальний музей М. Горького у с. Верхня Мануйлівка (Полтавська обл.)

- «Шахтар», «Буревісник», «Л. Толстой» (усі — 1960)
- «Прометей» (1961, співавтори Євген Горбань, Віктор Гречаник)[1];
- «М. Щорс», «Материнство» (обидва — 1962)
- «У солдатах (Т. Шевченко)» (1964, співавтор)
- «Севастополь» (1965)

Пам'ятники
- Максиму Горькому (м. Армавір Краснодарського краю, Росія, 1961)
- Максиму Горькому (Дніпро, 1977)
- Перемога (Вінниця, 1966)
- Перемога (Кривий Ріг, 1968, співавтор)
- «В. Ленін та М. Горький» (Дніпро, 1969)
- Ф. Дзержинському (Дніпро, 1976)